# Правитељствујушчи сенат
Правитељствујушчи сенат (рус. Правительствующий сенат) био је врховни касациони суд и посебан управни орган Руске Империје од 1711. до 1917.

## Историја

### 18. вијек
Правитељствујушчи сенат је основан указом цара Петра Великог од 22. фебруара 1711. године (по старом календару) у саставу од девет сенатора и једног обер-секретара. У марту исте године при Сенату је установљен обер-фискал (рус. обер-фискал). Током 1720—1722. при Сенату су установљени тзв. хералдички мајстор (рус. герольдмейстер) и рекетмајстор (рус. рекетмейстер). Међутим, најзначајнија институција установљена при Сенату је била прокуратура (тужилаштво) на челу са генерал-прокурором (његов претходник је био генерал-ревизор). Помоћник генерал-прокурора је био обер-прокурор. Прокуратура је постала посредник између императора и Сената. Сједиште Сената је од 1711. до 1714. године било у Москви, а од 1714. његово стално сједиште је у Санкт Петербургу.
За вријеме владавине императорке Катарине I, дана 8. фебруара 1726. године (по старом календару), основан је Врховни тајни савјет. Најутицајнији сенатори су прешли у његов састав, а функција генерал-прокурора је фактички била упражњена. Сљедеће године је укинута дужност тзв. рекетмајстора, а убрзо су ишчезли и фискали. Сенат је значајно ослабио и по утицају и по надлежностима. Због тога му је и назив из „Правитељствујушчи” промијењен у „Високи”. Након што је императорка Ана I васпоставила самодржавље, указом од 4. марта 1730. године (по старом календару) укинут је Врховни тајни савјет, а Сенат је добио назад и своје надлежности и свој назив „Правитељствујушчи”. Године 1730. поново је успостављена функција генерал-прокурора. Међутим, Сенат је свој пад поново доживио након што је 1731. основан нови државни орган — Кабинет састављен од три министра.
Након ступања на престо императорке Јелисавете I (1741) издат је указ о укидању Кабинета и поновном успостављању Сената. Постао је врховни државни орган Руске Империје за све судске и управне власти, доносио је мјере законодавног карактера, у својој потчињености је имао Војни колегијум и Поморски колегијум, самостално је рјешавао у одређеним управним предметима који су раније захтијевали потпис императора, а чак је присвојио себи и право самопопуњавања (кооптације). Када је 1756. основана Конференција при Височајшем двору (рус. Конференция при Высочайшем дворе) умањен је значај Сената. Конференција је током владавине императора Петра III (1762) замијењена Савјетом испод којег се налазио Сенат. Даље слабљење Сената одвијало се изузимањем Војног колегијума и Поморског колегијума из његове надлежности.
Када је императорка Катарина Велика ступила на престо Сенат је поновно постао највиши државни орган. Године 1763. подијељен је на шест департмана, и то четири у Санкт Петербургу и два у Москви. По правилу, о свим предметима је једногласно одлучивано у департманима Сената. Тек у случају несагласности о неком предмету је одлучивано на општој сједници Сената. При Сенату се налазио генерал-прокурор, а при департманима Сената обер-прокурори. Правитељствујушчи сенат је постепено губио улогу у законодавству и остао је само највиши орган за управне и судске власти. Раније је био уобичајени законодавно-савјетодавни орган из којег је исходило мноштво законских предлога. Императорка је најважније државне послове повјеравала појединим сенаторима, а највише генерал-прокурору чија је власт тиме значајно проширена. Он је фактички постао министар финансија, правде, унутрашњих послова и државни контролор (ревизор). За вријеме владавине Павла I (1796—1801) овакав положај Сената се није битно мијењао. Правитељствујушчи сенат је све више имао улогу врховног суда, а тек симболично је вршио највишу управну власт.

### 19. вијек
Доласком на престо императора Александра I започета је значајна реформа државних органа (тзв. министарска реформа). План је био да се Сенату као највишем државном органу врати ранији утицај. Сенатска реформа је разматрана кроз новоустановљене савјетодавне органе: Стални савјет и Незванични комитет. Као темељни завршни акт донесен је указ од 8. септембра 1802. године (по старом календару) којим су прописана права и обавезе Правитељствујушчег сената. Указ је био посљедњи законодавни акт који је систематски уредио организацију Правитељствујушчег сената и његов однос према другим државним органима. За вријеме царствовања Николаја I указ је претворен у закон уставног карактера који је улазио у састав Зборника закона Руске Империје (рус. Свод законов Российской Империи). Правитељствујушчи сенат је проглашен за „врховно мјесто” којем су потчињене све судске и извршно-управне власти, као и за врховни ревизијски суд за кривична и грађанска дјела. Међутим, Сенат је тек формално био врховни државни орган. У стварности је био изузет из законодавних послова, а управну власт су вршили министри непосредно одговорни императору. Звање генерал-прокурора је било сједињено са звањем министра правде. Правитељствујушчи сенат је био најпознатији као „чувар закона” (рус. хранитель законов).
За вријеме владавине императора Александра II, дана 20. новембра 1864. године (по старом календару), спроведена је значајна судска реформа. Судска власт је повјерена мировним судијама, конгресима мировних судија, окружним судовима, судским коморама и Правитељствујушчем сенату у својству врховног касационог суда (није судио о дјелу него о праву). При Правитељствујушчем сенату су образована два касациона одјељења односно касациона департмана: кривични и грађански. Њихово сједиште је било у Санкт Петербургу. У законом одређеним случајевима, два касациона департмана су образовала своју општу сједницу или су држали заједничку сједницу са Првим департманом. Касациони департмани су се састојали од предсједавајућих и одређеног броја сенатора. Тужилачку власт у касационим департманима су вршили обер-прокурори и њихови замјеници под руководством министра правде као генерал-прокурора. Да би неко могао бити постављен за сенатора касационог департмана морао је најмање три године провести на дужности обер прокурора, замјеника обер-прокурора или предсједника, члана или прокурора судске коморе. Сенаторе касационих департмана је постављао император сверуски по сопственом нахођењу.

## Састав
Правитељствујушчи сенат се састојао из сенатора, а они су имали чинове I, II и III класе Табеле рангова. Непосредно их је постављао император сверуски којем је формално припадало и предсједништво над Правитељствујушчим сенатом. Сенатори су могли имати и грађанске и војне чинове, као и имати функције у другим државним органима. У Сенату су присуствовали, по своме звању, и сви министри и генерал-губернатори и војни губернатори (када су били у престоницама). Према Зборнику закона Руске Империје (1832) Правитељствујушчи сенат се састојао из девет департмана, и то шест у Санкт Петербургу и три у Москви. При сваком департману постојао је по један обер-прокурор под надзором министра правде као генерал-прокурора.
Најзначајнији сенатски департман је био Први департман задужен за управне послове. Сви министри су присуствовали у Првом департману. Министар правде као генерал-прокурор је учествовао само на општим сједницама, а само изузетно и у департманима. Осталих осам департмана је било судског карактера. Грађански департмани су били: Други, Трећи, Четврти и Земљишни у Санкт Петербургу и Седми и Осми у Москви. Кривични департмани су били: Пети у Санкт Петербургу и Шести у Москви. Сенатски судски департмани су били територијално организовани тако да је сваки департман покривао одређени број губернија. Унутар Правитељствујушчег сената постојале су двије опште сједнице: санктпетербуршка и московска.
Сви предмети у Правитељствујушчем сенату су поступали преко Министарства правде или непосредно преко Канцеларије Сената. Да би се расправљало о неком предмету било је потребно присуство најмање три сенатора. О предмету би било одмах одлучено у департману само уколико би постојало једногласно мишљење сенатора. Уколико једногласности не би било, обер-прокурор је одржавао ново гласање. Ако би сенатори и на поновљеном гласању били различитог мишљења тада се предмет из департмана преносио на општу сједницу гдје је коначно одлучивано двотрећинском већином. У одређеним случајевима, по приговору генерал-прокурора и обер-прокурора предмети из опште сједнице су могли бити упућени Државном савјету и императору на коначно одлучивање.
Према Зборнику закона Руске Империје (1906) Правитељствујушчи сенат се састојао из четири департмана: Првог, Другог, Хералдичког и Судског. Осим њих, постојала су и два судска касациона департмана: Кривични и Грађански. Сви ранији сенатски департмани судског карактера, који су постојали до велике судске реформе (1864), сједињени су у један Судски департман који је наставио да поступа као врховни ревизијски суд. При департманима су и даље постојали обер-прокурори под надзором министра правде као генерал-прокурора. Правитељствујушчи сенат је наставио дјеловати као „чувар закона” односно као државни орган одговоран за обнародовање свих закона.

## Надлежности
Према Зборнику закона Руске Империје (1832) Правитељствујушчи сенат је био „врховно мјесто” којем су потчињене све судске и извршно-управне власти, а био је и врховни ревизијски суд за кривична и грађанска дјела. Власт Правитељствујушчег сената је била ограничена једино влашћу императора и Сенат над собом није имао друге више власти. Сенатски укази су извршавани као да су императорови укази. Надлежност Сената обухватала је: управне послове, судске грађанске послове, судске кривичне послове и земљишне послове. За управне послове био је надлежан искључиво Први департман, а најзначајнији су били: обнародовање закона, заштита и утврђивање сталешких права и дисциплинска власт над потчињеним органима и чиновницима. Поред њих, Први департман је био надлежан и за управне послове министарстава који су се могли завршити само преко Правитељствујушчег сената.
Правитељствујушчи сенат је тек формално био врховни државни орган испод императора. Законодавно-савјетодавна власт је припадала Државном савјету Руске Империје, а извршно-управна власт појединим министрима који су текуће послове рјешавали кроз Комитет министара Руске Империје. У стварности, најјача функција Сената је била његова судска надлежност односно улога врховног суда. Управна функција Сената се с временом све више претварала у функцију највишег управног суда. Прије велике судске реформе (1864) Сенат је био врховни ревизијски суд (дјелимично и апелациони суд), а од тада је постао врховни касациони суд за кривична и грађанска дјела. Унутар Правитељствујушчег сената конституисана су два касациона департмана (кривични и грађански) са посебним положајем у односу на остале сенатске департмане.